# Derk Cheetwood
Derk Cheetwood (* 8. Oktober 1973 in Bowling Green, Wood County, Ohio) ist ein US-amerikanischer Schauspieler.

## Leben
Cheetwood wurde am 8. Oktober 1973 in Bowling Green geboren. Er ist der ältere Bruder von Drew Cheetwood, der ebenfalls Schauspieler ist. Der Schauspieler Tyler Christopher ist sein Cousin. Seit dem 5. August 2006 ist er mit Cari Costner (* 1978), einer Nichte von Kevin Costner, verheiratet. 2008 kam eine gemeinsame Tochter zur Welt.
Mitte der 1990er Jahre wirkte Cheetwood als Episodendarsteller in verschiedenen Fernsehserien wie Brüder, Beverly Hills, 90210 oder JAG – Im Auftrag der Ehre. 1997 hatte er eine Nebenrolle im Blockbuster Postman inne. 2000 verkörperte er die Nebenrollen des Robert „Tank“ Dyer in Kelly sucht das Weite und Griggs in U-571. Von 2002 bis 2020 verkörperte er in 413 Episoden die Rolle des Max Giambetti in der Fernsehserie General Hospital. Zeitweise spielte er gemeinsam mit seinem Bruder in der Serie mit. Während dieser Zeit wirkte er in weiteren Fernsehserien als Episodendarsteller mit. 2006 spielte er im Kurzfilm Feeling Fat gemeinsam mit seiner späteren Ehefrau mit. Eine größere Rolle stellte er zwischen 2014 und 2015 in der Fernsehserie The Last Ship als Lt. Pete Norris dar.

## Filmografie (Auswahl)
- 1995: Brüder (Brotherly Love, Fernsehserie, Episode 1x08)
- 1996: Beverly Hills, 90210 (Fernsehserie, 2 Episoden, verschiedene Rollen)
- 1996: Diesmal für immer (Something So Right, Fernsehserie, Episode 1x04)
- 1996: Emergency in Space – Notfall im All (The Cold Equations, Fernsehfilm)
- 1997: JAG – Im Auftrag der Ehre (JAG, Fernsehserie, Episode 2x11)
- 1997: High Incident – Die Cops von El Camino (High Incident, Fernsehserie, Episode 2x22)
- 1997: Night Man (Fernsehserie, Episode 1x05)
- 1997: Postman
- 1998: Ally McBeal (Fernsehserie, Episode 1x12)
- 2000: Kelly sucht das Weite (Finding Kelly)
- 2000: U-571
- 2001: Hinterm Mond gleich links (3rd Rock from the Sun, Fernsehserie, Episode 6x17)
- 2001: Rain
- 2001: Dämonisch (Frailty)
- 2002–2020: General Hospital (Fernsehserie, 413 Episoden)
- 2004: CSI: Vegas (CSI: Crime Scene Investigation, Fernsehserie, Episode 4x14)
- 2005: Medium – Nichts bleibt verborgen (Medium, Fernsehserie, Episode 1x02)
- 2005: Desperate Housewives (Fernsehserie, Episode 1x17)
- 2005: Marsha Potter Gets a Life (Fernsehfilm)
- 2006: The Shield – Gesetz der Gewalt (The Shield, Fernsehserie, Episode 5x10)
- 2006: Feeling Fat (Kurzfilm)
- 2007: General Hospital: Night Shift (Fernsehserie, Episode 1x01)
- 2007: Moonlight (Fernsehserie, Episode 1x04)
- 2009: The Mentalist (Fernsehserie, Episode 2x05)
- 2014: Masters of Sex (Fernsehserie, Episode 2x11)
- 2014–2015: The Last Ship (Fernsehserie, 3 Episoden)